# Branchinecta achalensis
Branchinecta achalensis är en kräftdjursart som beskrevs av Cesar 1985. Branchinecta achalensis ingår i släktet Branchinecta och familjen Branchinectidae. Inga underarter finns listade.